# Manteno (Illinois)
Manteno – wieś w Stanach Zjednoczonych, w stanie Illinois, w hrabstwie Kankakee.